# Leszczyniak
Leszczyniak [lɛʂˈt͡ʂɨɲak] là một khu định cư ở khu hành chính của Gmina Biskupiec, thuộc huyện Nowomiejski, Warmińsko-Mazurskie, ở miền bắc Ba Lan.